# Kristen, klandra ej din lycka
Kristen, klandra ej din lycka är en kristen psalm. Texten är skriven av Gudmund Jöran Adlerbeth och bearbetades av Johan Olof Wallin.

## Publicerad i
- Den svenska psalmboken 1819, som nummer 283 under rubriken "Kristligt sinne och förhållande - I allmänhet: Förhållandet till oss själva och nästan: Försakelse, flit och förnöjsamt sinnelag".[1]